# Associazione Del Calcio Di Vicenza 1924-1925

## Stagione
In questa stagione il Vicenza giunse al 1º posto nel girone D dopo aver vinto gli spareggi contro Udinese e Olimpia Fiume. 
Venne punito per i tesseramenti irregolari degli ungheresi Horwart e Molnár, e relegato all'ultimo posto con conseguente retrocessione. Successivamente, la società addiviene ad un compromesso con la FIGC che lo reintegra in organico in soprannumero.

## Rosa
| N. |                   | Ruolo | Calciatore        |
| -- | ----------------- | ----- | ----------------- |
|    | Italia (bandiera) | P     | Attilio Saccomani |
|    | Italia (bandiera) | D     | Tullio Capraro    |
|    | Italia (bandiera) | D     | Vittorio Facco    |
|    | Italia (bandiera) | D     | Aldo Masenello    |
|    | Italia (bandiera) | D     | Egisto Marcato    |
|    | Italia (bandiera) | D     | Felice Montemezzo |
|    | Italia (bandiera) | D     | Rodolfo Zorzi     |
|    | Italia (bandiera) | C     | Giovanni Capraro  |
|    | Italia (bandiera) | C     | Gaetano Griggio   |

| N. |                     | Ruolo | Calciatore        |
| -- | ------------------- | ----- | ----------------- |
|    | Italia (bandiera)   | C     | Bruno Magagnin    |
|    | Italia (bandiera)   | A     | Luigi Balzelli    |
|    | Italia (bandiera)   | A     | Ercole Bertolotti |
|    | Italia (bandiera)   | A     | Felice Bortolotto |
|    | Ungheria (bandiera) | A     | István Horwart    |
|    | Ungheria (bandiera) | A     | Ignác Molnár      |
|    | Italia (bandiera)   | A     | Tiberio Morellato |
|    | Italia (bandiera)   | A     | Felice Viero      |